# Village d'enfants Pestalozzi

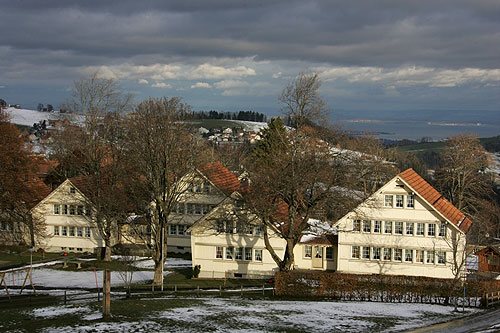
Village d'enfants Pestalozzi à Trogen

Le village d’enfants Pestalozzi est un village d’enfants nommé d’après le pédagogue Johann Heinrich Pestalozzi suisse et situé à Trogen, Appenzell Rhodes-Extérieures, en Suisse, et à Wahlwies près de Stockach, en Allemagne.
Il a été créé en 1945 sur l’impulsion de Walter Robert Corti, qui appela alors dans la revue culturelle Du (Toi) à la création d’un village pour les enfants victimes de la guerre. La commune de Trogen mit un terrain à disposition à cet effet.
Le village a accueilli, dès les premiers mois de 1960, des enfants tibétains encadrés par un couple de Tibétains, parents de substitution.